# Kunmingi metró
A kunmingi metró (egyszerűsített kínai írással: 昆明轨道交通, hagyományos kínai írással: 昆明軌道交通, pinjin: Kūnmíng guǐdào jiāotōng) Kínában található Kunming városban és vonzáskörzetében. A metróhálózat hossza 2024 áprilisában 164,3 km, a metróvonalak száma 6, az állomások száma pedig 115 volt. Az első vonal 2012. június 28-án nyílt meg.

## Forgalom
Az utasforgalom az elmúlt években az alábbi módon változott:
| 2017 | 124 800 000 |
| 2019 | 214 090 000 |